# デスゲームで待ってる
『デスゲームで待ってる』（デスゲームでまってる）は、2024年10月25日（24日深夜）から12月27日（26日深夜）まで関西テレビの「EDGE」枠（関西ローカル）で放送されたテレビドラマ。主演は日向亘。

## キャスト

### 主要人物
戸村匠真（とむら たくま）〈26〉
演 - 日向亘
本作の主人公。放送作家として働いていたが、番組の収録中に起きた死亡事故の責任をなすりつけられて解雇された。
秋澤和（あきざわ なごみ）〈27〉
演 - 梅澤美波（乃木坂46）
デスゲーム制作会社・ドリーミアの若手プロデューサー。戸村の企画力に目をつけて自社にスカウトする。

### ドリーミア
瀬戸内ツネ〈42〉
演 - 波岡一喜
先輩社員。その明るさから社内のムードメーカー的存在となっている。
小山内惣介〈48〉
演 - 濱津隆之
社長。
木野まどか〈25〉
演 - 美山加恋
社員で、小道具制作を担当している。

### 周辺人物
小西・浅川
演 - 三四郎（小西 - 小宮浩信、浅川 - 相田周二）
お笑いコンビ「それから」の2人。ラジオ番組「ラジオフロント」のパーソナリティを務める。
西村キヨシ（にしむら キヨシ）〈24〉
演 - 辻岡甚佐
「ラジオフロント」のAD。
伊原慎太郎（いはら しんたろう）〈34〉
演 - ニシダ・コウキ（ラランド）
「ラジオフロント」のディレクター。
矢栗仁（やぐり じん）〈47〉
演 - 木下隆行（TKO）
「やぐりんアラモード」という芸名のピン芸人。
疋川宏（ひきがわ ひろし）〈56〉
演 - 田口浩正
大御所の放送作家。
呉剛（くれ たけし）〈50〉
演 - 前川泰之
「ラジオフロント」のプロデューサー。
松尾悠斗（まつお ゆうと）〈30〉
演 - 森永悠希
疋川の腰巾着となっている放送作家。

## スタッフ
- 原案 - 上田誠（ヨーロッパ企画）[1][2]
- 監督 - 北川瞳、酒見アキモリ、髙野有里（メディアプルポ）[1][2]
- 脚本 - 諏訪雅（ヨーロッパ企画）[1][2]
- 音楽 - 0am[3]
- 主題歌 - ハンブレッダーズ「アクション！」（トイズファクトリー）[4]
- オープニングテーマ - NIKO NIKO TAN TAN「怪人」（ビクターエンタテインメント）[5]
- エクゼクティブプロデューサー - 吉條英希（関西テレビ）[1][2]
- プロデューサー - 田中健太（関西テレビ）、田端綾子（メディアプルポ）[1][2]
- 制作協力 -  メディアプルポ[1][2]
- 制作著作 - 関西テレビ[1][2]

## 放送日程
| 話数   | 放送日   | サブタイトル                         | 監督         |
| ------ | -------- | ------------------------------------ | ------------ |
| 第1話  | 10月25日 | 人殺し作家のレッテル                 | 北川瞳       |
| 第2話  | 11月01日 | 放送作家からデスゲーム作家へ         | 北川瞳       |
| 第3話  | 11月08日 | 懺悔の叫び                           | 酒見アキモリ |
| 第4話  | 11月15日 | 復讐の対象                           | 髙野有里     |
| 第5話  | 11月22日 | 青天の霹靂                           | 酒見アキモリ |
| 第6話  | 11月29日 | 新しい復讐の方法                     | 北川瞳       |
| 第7話  | 12月06日 | 六畳一間から始まる新たな"デスゲーム" | 髙野有里     |
| 第8話  | 12月13日 | 復讐の行方                           | 酒見アキモリ |
| 第9話  | 12月20日 | 嫉妬が生んだ狂気                     | 北川瞳       |
| 最終話 | 12月27日 | デスゲームで待ってる                 | 北川瞳       |

- 最終話は20分繰り下げられ、0時45分 - 1時15分に放送された。

## 漫画
ドラマの放送に先行して、愛須メノウの作画による漫画版が同年10月18日よりLINEマンガほかにて配信中。